# Mulay Yacub
Mulay Yacub (en árabe: مولاي يعقوب, mūlāy yaʿqūb) es una ciudad y un municipio de Marruecos situado a 21 kilómetros de Fez. Es la capital de la provincia homónima y según el censo de 2014 contaba con 4 612 habitantes.
Durante siglos Mulay Yacub ha sido conocido por la riqueza de sus fuentes termales naturales. La ciudad debe su nombre a Abu Yúsuf Yaacub al-Mansur, tercer califa del imperio almohade, que según la leyenda se curó de su enfermedad tras lavarse en este lugar. Los balnearios utilizan agua de 1500 m bajo tierra que tienen una temperatura de 54 °C.